# Australian Centre for the Moving Image

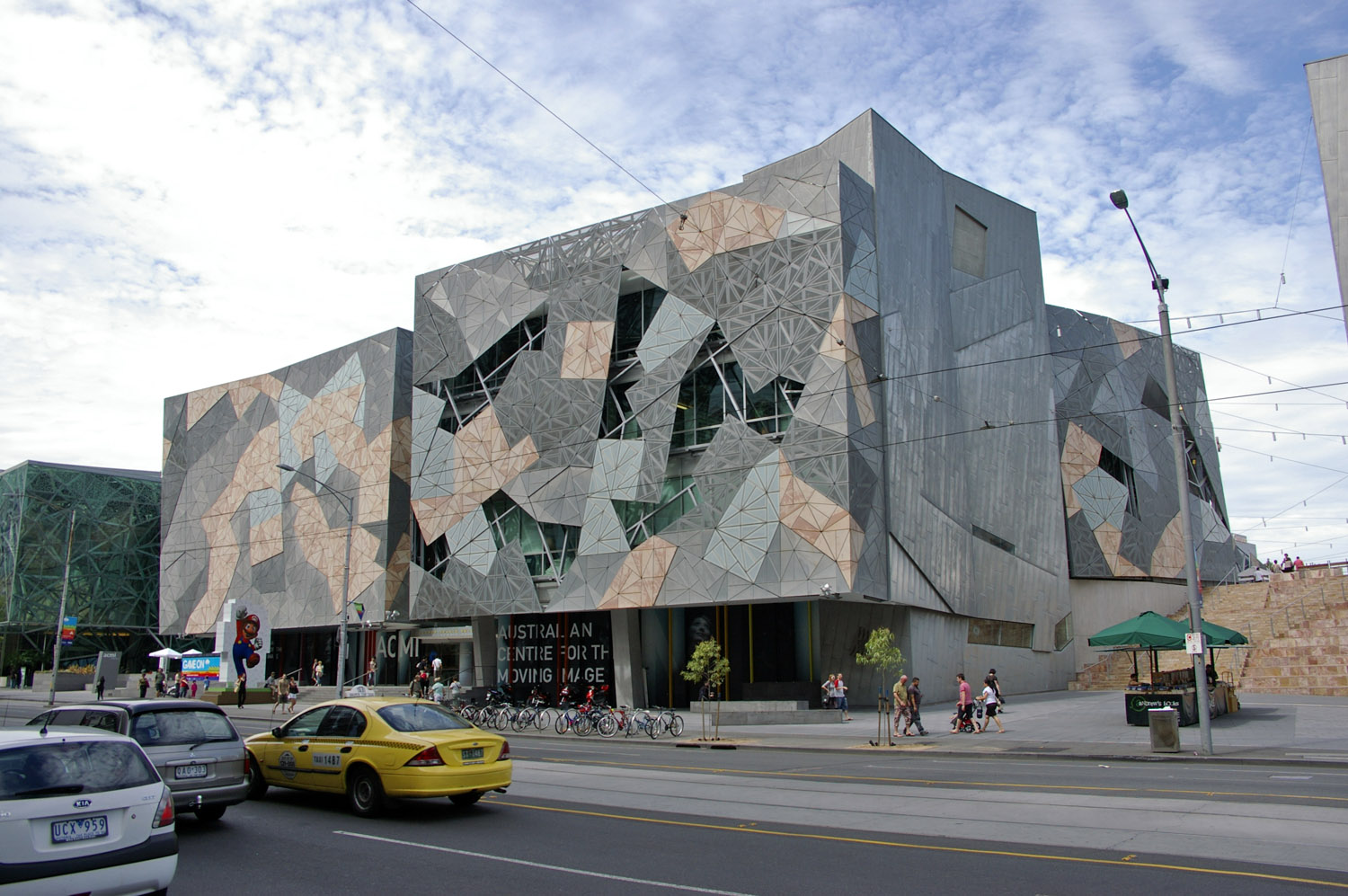
Australian Centre for the Moving Image, Federation Square.

Logo van het ACMI.

Het Australian Centre for the Moving Image (ACMI) is een museum in Melbourne, Australië gericht op film, (digitale) animatie en andere bewegende beelden, zoals computerspellen. Het bevindt zich aan Federation Square.

## Overzicht
Het ACMI heeft twee filmzalen waar zowel traditionele als digitale films afgespeeld kunnen worden. Door het jaar heen zijn er allerlei tentoonstellingen gericht op de filmgeschiedenis en op hedendaagse films. Het ACMI werkt samen met filmfestivals om nieuwe films en de laatste ontwikkelingen te tonen. Ook de hoogtepunten van andere festivals, zoals het Independent Games Festival, worden getoond in het ACMI.
Andere activiteiten zijn presentaties en workshops, waar men bijvoorbeeld kan leren om een film te maken. Het ACMI werkt ook samen met het National Film and Sound Archive van Australië om allerlei informatie over films van Australië beschikbaar te maken.